# Pokkah boeng
Le pokkah boeng (ou pokkah boeing) est une maladie fongique qui affecte les cultures de canne à sucre, particulièrement à Java (où elle a été signalée pour la première fois en 1886) et en Inde. Elle a été observée à la Réunion en 2014.
Cette maladie, appelée aussi « fusariose », est causée par diverses espèces de  champignons du genre Fusarium, notamment Fusarium moniliforme (forme parfaite : Gibberella fujikuroi).
« pokkah boeng » est un terme javanais désignant chez la canne à sucre un sommet malformé ou distordu. 
Les symptômes varient selon la sensibilité de la variété et les conditions climatiques, allant de simples taches foliaires chlorotiques jusque, dans les cas les plus graves, à la pourriture de la tige et la mort du point de croissance (bourgeon terminal).
La lutte contre cette maladie repose sur l'emploi de fongicides, le recours à des variétés résistantes ainsi qu'à des mesures de prévention pour limiter la transmission de la maladie par les spores présents dans l'air ou dans le sol, ou par les semences infectées.